# Steinreihen in Dartmoor

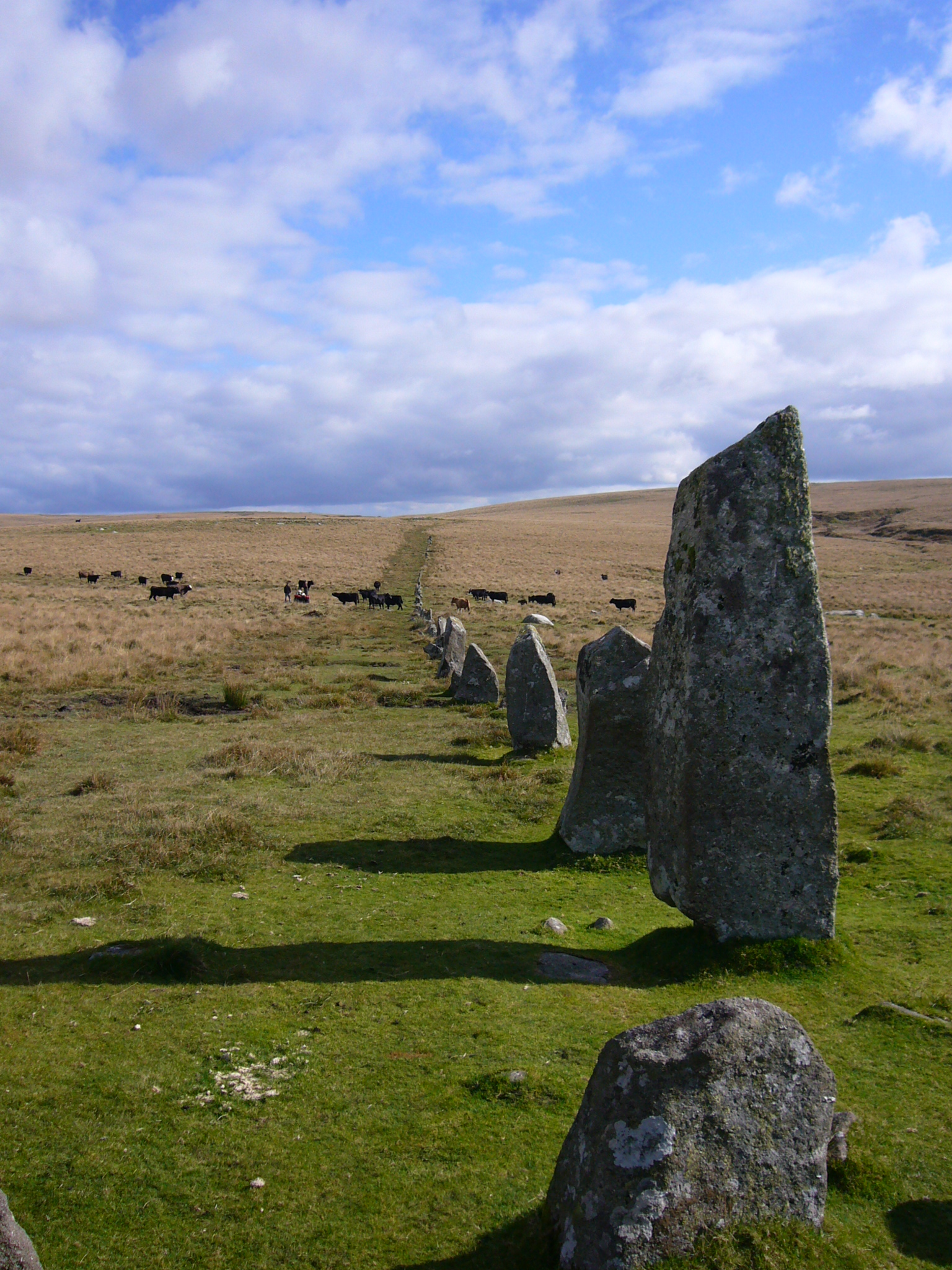
Steinreihe von Down Tor

Die über 70 Steinreihen in Dartmoor im Dartmoor in Devon in Großbritannien kommen oft vergesellschaftet mit Cairns, Menhiren, Hüttenfundamenten, Steinkreisen, Steinkisten und anderen vorzeitlichen Relikten vor. Sie entstanden über einen langen Zeitraum und sind schwierig zu datieren, manche können aus der Endphase der Jungsteinzeit stammen. Am Hook Lake (bei Buckfastleigh) gibt es eine Einfriedung aus der Bronzezeit, die so an eine Steinreihe angebaut ist, dass deren früher erfolgte Errichtung deutlich wird. 

## Beschreibung
Die Reihen variieren von einfach, über doppelt zu drei- (The Graveyard) und vierfach. Sie erstrecken sich über Längen von einigen Metern über 500 m (Steinreihe von Stalldon bis zu 3,3 km Steinreihe von Upper Erme). Die meisten haben Längen zwischen 40 und 200 m, wobei zu berücksichtigen ist, das Steine entfernt wurden (Ringmoor), so dass tendenziell größere Längen vorliegen. Die Vergesellschaftung vieler mit Steinhügeln, Steinkreisen (Down Tor, Drizzlecombe) oder Steinkisten kann unabhängig und zu einem späteren Zeitpunkt erfolgt sein. 
An verschiedenen Reihen wurden Ausgrabungen durchgeführt; allein die Steinreihe von Cholwichtown wurde auf der ganzen Länge und in ihrer Umgebung untersucht. Es wurde jedoch nichts entdeckt, was zur Datierung beitragen könnte. Aus 38 noch erfassbaren Basen waren die Menhire entfernt worden. Eine Pollenanalyse ergab, dass die Reihe früher in einem Eichengehölz gestanden hat, in dessen Umgebung Getreide kultiviert worden war. Ein Phosphattest an der Steinreihe von Holne Moor ergab die vage Möglichkeit, dass dort ein Begräbnis vorgenommen wurde. 
Im Jahre 1979 legte Tim Emmett ein Papier vor, das jeden Aspekt von 61 der Steinreihen im Dartmoor vergleicht. Zur Ausrichtung der Reihen bemerkt er, dass Umweltbeweise und Unregelmäßigkeiten in den Reihen nahelegten, dass ihre Verwendung für das Anpeilen von Himmelserscheinungen unpraktisch sei. Ein zusätzliches Problem ist die Vielfalt von verfügbaren Peilzielen, wie Menhiren unbestimmbaren Alters und umlaufenden Horizonten voller natürlicher Kerben. Auch die Möglichkeit der Veränderung der Skyline über drei Jahrtausende lässt sich selten berücksichtigen. Die Tatsache, dass die Cholwichtown-Steinreihe in einer Eichenlichtung stand, bedeutet, dass jedes in der Landschaft heute sichtbare Objekt nicht unbedingt sichtbar war, als die Steinreihe gebaut wurde. Der Hauptteil der Steinreihen in Dartmoor verlief in nordost-südwestlicher Richtung. 
Die einfachen Steinreihen wurden in einem breiten Standortspektrum erbaut. Die doppelten Steinreihen kommen an Hängen öfter vor. Es gibt keine Steinreihen auf ebenen Gipfeln oder Talböden. Letzteres könnte aber dadurch verursacht sein, dass sie unter Torf vergraben sind. Die Reihen liegen beinahe ausnahmslos in einem Bereich zwischen 200 und 500 m über dem Meeresspiegel.

Steinreihen in Dartmoor
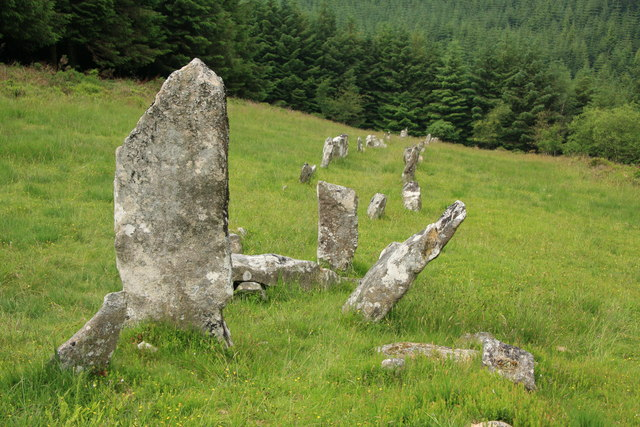
Assycombe Hill
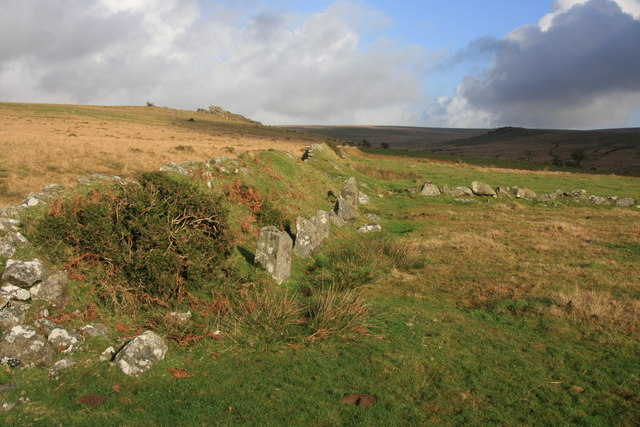
Black Tor
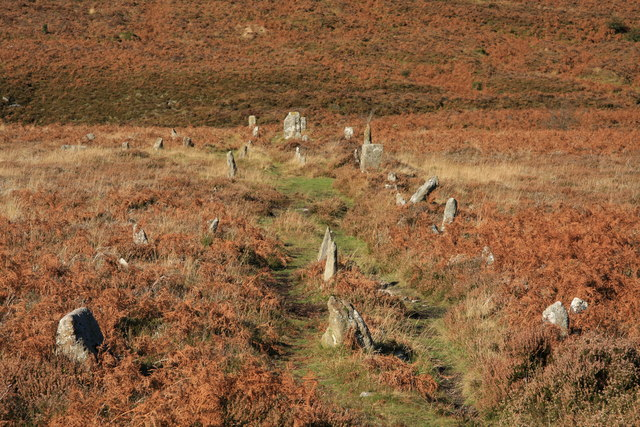
Challacombe Down
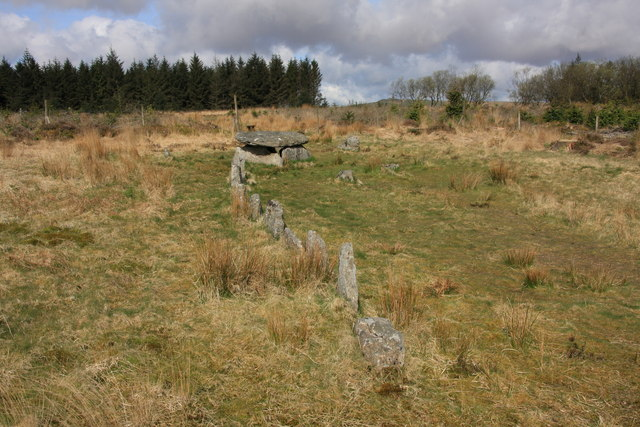
Lakehead Hill East mit Steinkiste

## Datierung
Die 2004 entdeckte Steinreihe am Cut Hill im nördlichen Dartmoor ist die erste, die datiert werden konnte. Der Torf unter Stein 1 wurde mit der Radiokarbonmethode auf kalibriert 3700–3540 v. Chr. datiert, der Torf darüber auf kalibriert 2476–2245 v. Chr.